# 夏諾特
夏諾特是巴西巴拉那州的一个市镇。总面积811.666平方公里，总人口67637人，人口密度83.3人/平方公里。